# 舒家营街道
舒家营街道是中国陕西省汉中市汉台区已撤消的一个街道。2011年，汉中市人民政府向陕西省人民政府申请，将舒家营街道，整建制划入龙江街道。

## 行政区划
舒家营街道下辖以下行政区：
沙沿居委会、小店村、河坝村、舒家营村、沙沿村、谷邵村、三里店村